# Гай Виселий Варон (военен трибун)
Гай Виселий Варон (на латински: Gaius Visellius Varro) е военен на Римската република през 1 век пр.н.е. Прозлиза от фамилията Виселии, клон Варон.
Вероятно е роднина на Гай Виселий Варон Акулеон (римски юрист, женен за Хелвия, лелята на Цицерон) и Гай Виселий Варон (народен трибун 69 пр.н.е.)
Около 79 пр.н.е. той е военен трибун в Азия.